# Bodiluddelingen 2023
Bodiluddelingen 2023 blev afholdt den 25. marts 2023 på Folketeatret i København og markerede den 76. gang at Bodilprisen blev uddelt. Vært ved showet var Huxi Bach.
Prisen for årets bedste danske film blev vundet af Resten af livet. Prisen for bedste mandlige hovedrolle blev givet til Elliott Crosset Hove for sin rolle i Vanskabte land og prisen for bedste kvindelige hovedrolle blev givet til Sofie Gråbøl for sin præstation i Rose. Årets æresbodil tilfaldt Erik Clausen.
I forbindelse med uddelingen indgik Danske Filmkritikere og TV 2 et samarbejde og årets talentpris blev derfor uddelt under navnet TV 2 Talentprisen, som endte med at gå til Christian Bendtsen for Krysantemum

## Nominerede og vindere
| Bedste mandlige hovedrolle | Bedste kvindelige hovedrolle |
| --- | --- |
| - Elliott Crosset Hove for Vanskabte land - Anders W. Berthelsen for Bamse - Mehdi Bajestani for Holy Spider - Morten Hee Andersen for Krysantemum - Ole Sørensen for Resten af livet | - Sofie Gråbøl for Rose - Zar Amir Ebrahimi for Holy Spider - Flora Ofelia Hofmann Lindahl for Du som er i himlen - Jette Søndergaard for Resten af livet - Ragnhild Kaasgaard for Miss Viborg   |
| Bedste mandlige birolle | Bedste kvindelige birolle |
| - Ingvar Sigurdsson for Vanskabte land - Anders W. Berthelsen for Rose - Fedja van Huêt for Speak No Evil - Henrik Birch for Krysantemum - Jesper Zuschlag for Elsker dig for tiden | - Lene Maria Christensen, Rose - Amanda Collin for Fædre og mødre - Ída Mekkín Hlynsdóttir for Vanskabte land - Karina Smulders for Speak No Evil - Mette Munk Plum for Resten af livet          |
| Bedste danske film (fiktion) | Bedste amerikanske film |
| - Resten af livet af Frelle Petersen - Du som er i himlen af Tea Lindeburg - Holy Spider af Ali Abbasi - Speak No Evil af Christian Tafdrup - Vanskabte land af Hlynur Pálmason | - C'mon C'mon af Mike Mills - Everything Everywhere All at Once af Daniel Kwan og Daniel Scheinert - Licorice Pizza af Paul Thomas Anderson - Pig af Michael Sarnoski - Red Rocket af Sean Baker |
| Bedste ikke-amerikanske film | Bedste dokumentarfilm |
| - Verdens værste menneske af Joachim Trier (Norge, Frankrig, Sverige, Danmark) - Belfast af Kenneth Branagh (Storbritannien) - Decision to Leave af Park Chan-wook (Sydkorea) - Drive My Car af Ryusuke Hamaguchi (Japan) - Triangle of Sadness af Ruben Östlund (Sverige/Frankrig/Tyskland/Storbritannien) | - A House Made of Splinters af Simon Lereng Wilmont - Mr. Graversen af Michael Graveren - Se mig som jeg er af Louise Leth - The Lost Leonardo af Andreas Koefoed - Tsumu af Kasper Kiertzner    |

## Øvrige priser

### Æres-Bodil
- Erik Clausen (filminstruktør)

### Sær-Bodil
- Sune Kølster for Speak No Evil

### Bedste fotograf
- Maria von Hausswolff for Vanskabte land

### Bedste manuskript
- Ali Abbasi og Afshin Kamran Bahrami for Holy Spider

### Andre priser
- Henning Bahs Prisen: Jesper Clausen for Du som er i himlen
- TV 2 Talentprisen: Christian Bengtson for Krysantemum